# Ханнула (міст)
Міст Ханнула — автомобільний міст через річку Турнеельвен у фінському місті Торніо.
Центральний проліт мосту складає 108 метрів.

## Історія
Міст був збудований у період в 1935—1939 роках.
Це був найбільший проєкт автодорожнього мосту у Фінляндії того періоду.
Міст був спроєктований Германом Оссіаном Ганнеліусом, професором у галузі будівництва мостів, та інженером Емілем Голмбергом.
Будівельні роботи розпочалися 4 лютого 1935
.
Міст було відкрито 9 липня 1939
.
Міст є одним із небагатьох мостів, збережених під час війни в Лапландії.
Під час будівництва тротуарів сталася пожежа 16 квітня 1962 року, в якій третина надбудови мосту згоріла.
Під час робіт із гасіння пожежна машина впала на лід річки Турнеельвен.
Її водій загинув під час катастрофи сталевої балки на міській стороні.
Декілька пожежників і будівельників також було поранено
,
загалом 24 були госпіталізовані.
Телефонні лінії та лінії електропередач також були відключені.
На час ремонтно-відновлювальних робіт рух автомобілів було пущено льодом річки. Однак на той момент він уже почав танути, що викликало появу велику кількість тріщин.
Міст Турнеельвен був побудований в 1979 паралельно діючому мосту, через необхідність збільшення трафіку і дублера